# UV-Strahlenschutz
UV-Strahlenschutz umfasst Maßnahmen zum Schutz vor schädlichen Wirkungen von Ultraviolettstrahlung (UV). In zahlreichen Ländern gelten gesetzliche Regelungen, Richtlinien und Normen zur Durchführung des Schutzes.

## Grundlagen
| UV-A-Blocker         |
| -------------------- |
| Avobenzon            |
| Ecamsul              |
| Methylantranilat     |
| UV-B-Blocker         |
| Homosalat            |
| Octylmethoxycinnemat |
| UV-A/B-Blocker       |
| Oxybenzon            |
| Sulisobenzon         |

### Bereiche der UV-Strahlung
Die Ultraviolettstrahlung (UV) wird in die Bereiche
- UV-A (Wellenlänge 315–400 nm),
- UV-B (280–315 nm) und
- UV-C (100–280 nm)

unterteilt. Sie gehört zum Bereich der nicht-ionisierenden Strahlung. UV-Strahlung fördert die Bildung von Vitamin D, aber auch Sonnenbrand und Hautkrebs. Entsprechend den unterschiedlichen Wirkmechanismen bei UV-A, UV-B und UV-C gelten unterschiedliche Grenzwerte.

### UV-Quellen
UV-Quellen kann man grob einteilen in
- natürliche Quellen (Sonne)
- künstliche Quellen (UV-Lampen oder Strahler, z. B. Gasentladungslampen wie Quecksilbermittel- oder -hochdruckstrahler, dotierte Quecksilberstrahler, Quarz-Halogen-Lampe, Deuterium-Lampe sowie verschiedene Gaslaser und Leuchtdioden, Lichtbogen von Schweißgeräten)

Künstliche UV-Quellen mit niedriger Strahlungsintensität kommen unter anderem im Solarium, in der Lebensmittelindustrie oder bei Banknotenprüfgeräten zum Einsatz.
Weiterhin werden UV-Strahlersysteme mit hoher Strahlungsintensität in industriellen Anwendungen eingesetzt. Beispiele hierfür sind die Druckindustrie (Härtung von Druckfarben auf Papier, Folien, Kunststoff- und Glaskörpern etc.), Elektronikindustrie (Härtung von Schutzlacken und Beschriftungen), Allgemeine Industrie (Härtung von Lacken und Farben, Beschriftungen, Klebstoffanwendungen etc.), Wasseraufbereitung (Desinfektionswirkung) sowie Anwendungen in vielen anderen Industriebereichen.

### Biologische Wirkung
Die UV-Strahlung wirkt thermisch auf Haut und Augen (vor allem UV-A bis Infrarotstrahlung) und fotochemisch (UV-A – UV-C). UV-Strahlung mit einer Wellenlänge unter 190 nm hat keine Auswirkung, da sie von der Luft vollständig absorbiert wird. UV-Strahlung verschiedener Frequenz/Wellenlänge dringt unterschiedlich tief ins Gewebe ein. Daher ist auch die Art der Schädigung wellenlängenabhängig.
Entscheidend für die Schädigung von Gewebe ist die Dosis. Sie ist das Produkt aus der Bestrahlungsstärke und der Expositionsdauer.
Wirkung auf die Haut
Die Haut besteht aus
- Oberhaut (Epidermis)
- Lederhaut (Dermis oder Corium)
- Unterhaut (Subkutis)

UV-C wird bereits an der Hautoberfläche vollständig absorbiert. UV-B und UV-A dringen hauptsächlich in die Lederhaut ein. Das sichtbare Licht wird in allen 3 Hautschichten teilweise absorbiert.
Als schädigende Wirkungen können auftreten:
- Sonnenbrand (Erythema)
- Pigmentierung (Bräunung)
- Hautkrebs (Karzinogenese)
- Hautalterung

Wirkung auf das Auge
Bei der Wechselwirkung der UV-Strahlung mit dem Auge sind vor allem wichtig die Hornhaut, die Linse und die Netzhaut. UV-C wird vollständig an der Hornhaut absorbiert. UV-B wird teils an der Hornhaut und teils in der Linse absorbiert. UV-A wird ebenso teils an der Hornhaut und teils an der Linse absorbiert, etwa 1–2 % dringen bis zur Netzhaut vor.
Als schädigende Wirkungen können auftreten:
- Hornhautentzündung (Keratitis)
- Grauer Star (Katarakt)
- Netzhautentzündungen (Retinitis)
- Retinales Melanom

## Richtlinien und Grenzwerte
Die wichtigsten international gültigen Grenzwerte werden herausgegeben von
- American Conference of Governmental Industrial Hygienists[1]
  - "Threshold limit values for chemical substances and physical agents; Biological Exposure Indices", Cincinnati, 1997
- International Commission on Non-Ionizing Radiation Protection of the International Radiation Protection Association[2]
  - "Guidelines on limits of exposure to ultraviolet radiation of wavelengths between 180 nm and 400 nm", Health Physics 49:331-340, 1985
  - "Proposed change to the IRPA 1985 guidelines on limits of exposure to ultraviolet radiation", Health Physics 56:971-972, 1989
- Commission International de l´Eclairage – Internationale Beleuchtungskommission[3]
  - "Erythemale Referenzwirkungsfunktion und standardisierte Erythemdosis", CIE S007/E-1998

Durch die unterschiedlich starke Wirkung abhängig von der Wellenlänge ist das elektromagnetische Spektrum der Strahlung mit biologischen Faktoren zu gewichten. Folgende Bewertungskurven werden verwendet:
| Gewebe   | Bewertung     | Richtlinie          |
| -------- | ------------- | ------------------- |
| Linse    | UV-A          | ACGIH, ICNIRP       |
| Hornhaut | sλ            | ACGIH, ICNIRP       |
| Haut     | sλ, erythemal | ACGIH, ICNIRP & CIE |

Durch die Bewertung nach den drei unterschiedlichen Richtlinien kann es zu gleichzeitiger Überschreitung des einen und Unterschreitung des anderen Grenzwertes kommen.

## Schutzmaßnahmen
Um die Haut vor schädlicher UV-Strahlung zu schützen, können normale Kleidung, spezielle UV-Schutzkleidung (Lichtschutzfaktor 40–50) und Sonnencreme mit hohem Lichtschutzfaktor verwendet werden. Zum Schutz des Auges werden Sonnenbrillen mit UV-Schutz beziehungsweise spezielle Schutzbrillen verwendet.